# Albanyà
Albanyà là một đô thị trong comarca Alt Empordà, Girona, Catalonia, Tây Bna Nha.